# Krzysztof Niedziółka (lekkoatleta)
Krzysztof Niedziółka (ur. 24 grudnia 1960) – polski lekkoatleta, długodystansowiec (maratończyk).

## Osiągnięcia
Zawodnik Gwardii Olsztyn. Zwycięzca Maratonu Warszawskiego w 1990, zajął 3 miejsce w 1992 r. (2:18:06), wielokrotny reprezentant Polski. Dwukrotny zwycięzca Maratonu Toruńskiego (1991 – 2:22:17 oraz 1992 – 2:17:28), oraz Odrzańskiego (1991 – 2:21:22). Zajmował też wysokie miejsca w zagranicznych maratonach (Rzym 1990, Hamburg, Stambuł 1987 i Echternach - Luksemburg 1992) – zajął dziewiąte miejsce w maratonie rzymskim w 1990,  jako pierwszy polski biegacz, zajął miejsce na podium w maratonie w Stambule (2. miejsce z czasem 2:16:42).

## Rekordy życiowe
- bieg na 5000 metrów – 14:00,91 (8 sierpnia 1987, Sopot)[3]
- bieg na 10 000 metrów – 28:53,59 (4 czerwca 1987, Grudziądz)[12]
- bieg maratoński – 2:16:13 (25 października 1992, Echternach, Luksemburg)[4]